# Alegorija pregrehe (Correggio)
Alegorija pregrehe je Correggiova slika tempera na platnu iz okoli leta 1531 in meri 149 cm × 88 cm.

## Izvor
Ta slika in Alegorija Kreposti sta bili naslikani kot par za kabinet Isabelle d'Este, pri čemer je Alegorija pregrehe verjetno druga od obeh, ki bosta dokončani. Ta hipoteza je posledica dejstva, da je za Alegorija pregrehe ohranjena le ena (morda brez avtograma) skica, za razliko od Alegorija Kreposti, za katero je ohranjenih več pripravljalnih študij, skupaj s skoraj popolno podrisbo – to nakazuje, da je Correggio po težkem ustvarjanju Alegorija Kreposti postal bolj vešč.
Pod vplivom kipa Laokoontova skupina (tako kot Correggiova obravnava svetega Roka v San Sebastianski Madoni in Štirih svetnikih) je osrednja moška figura včasih identificirana kot personifikacija Vic, včasih pa kot Silen (verjetno iz Vergilijevih Eklog 6, kjer sta spečega Silena zvezala pastirja Chromi in Marsillo, onadva in nimfa pa sta ga prisilila k petju Egle) ali Vulkan. Pisec inventarja zbirke Gonzaga iz leta 1542 jo je celo napačno opredelil kot Apolona in Marsija. Ta nesporazum je morda prispeval k temu, da sta Apolona in Marsija (pravzaprav Bronzinov studio ali krog) zgodovinsko napačno pripisala Correggiu. Putto v ospredju je pod vplivom Rafaelovega putta v Sikstinski kapeli.
Leta 1542, po Isabellini smrti, sta obe zapisani kot obešeni na obeh straneh vhodnih vrat v Corte Vecchia blizu jame, Alegorija pregrehe na levi in Alegorija Kreposti na desni. Potem ko je bila vsebina njenega studia razpršena, je ostala v Mantovi vsaj do leta 1627, a naslednje leto je bila prodana Karlu I. Anglškemu. Po njegovi usmrtitvi jo je leta 1661 kupil kardinal Mazarin in kasneje bankir Everhard Jabach, ki jo je pozneje prodal Ludviku XIV. v Parizu in jo ponovno združil s Krepostjo. Obe zdaj visita v Louvru.